# Inter-Services Intelligence
Directorate for Inter-Services Intelligence (ISI) er navnet på den pakistanske efterretningstjeneste.
ISI faciliterede det meste af det operationelle og organisatoriske lederskab under den USA-finansierede støtte til Afghanistanske krigsherrer mod Sovjet Unionen. Den måske mest spetakulære ISI succes udsprang af Afghanistan, hvor den samlede, hjalp og støttede den yderligtgående islamiske gruppe Taleban med en overtagelse af landet. Før dette, fordelte ISI penge fra USA specielt til de yderligtgående islamiske Mujahedin grupper, især Gulbuddin Hekmatyar.

## Tidligere generaldirektører
- Oberst Syed Shahid Hamid. 1948–1950
- Generalmajor Robert Cawthome 1950-1959
- Brigadegeneral Riaz Hussain 1959-1966
- Generalmajor Akbar Khan. 1966-1971
- Generalmajor Abu Bakr Osman Mitha.
- Generalmajor Ghulam Jilani Khan 1971-1978
- General Akhtar Abdur Rahman. 1980 – 1987
- Generalløjtnant Hameed Gul. 1987 – 1989
- Generalløjtnant Shamsur Rehman Kallue. 1989 – 1990
- Generalløjtnant Asad Durrani. 1990 – 1991
- Generalløjtnant Javed Nasir. 1991 – 1993
- Generalløjtnant Javed Ashraf Qazi. 1993 – 1994
- Generalløjtnant Khwaja Ziauddin Butt. 1998 – 1999
- Generalløjtnant Mahmood Ahmad. 1999 – 2001
- Generalløjtnant Ehsan ul Haq. 2001 – 2004
- Generalløjtnant Ashfaq Parvez Kayani. 2004 – 2007
- Generalløjtnant Nadeem Taj. 2007 – 2008
- Generalløjtnant Ahmad Shuja Pasha. 2008 – 2012
- Generalløjtnant Zaheerul Islam. 2012 – 2014
- Generalløjtnant Rizwan Akhtar. 2014-nu